# Pseudopiptocarpha
Pseudopiptocarpha là một chi thực vật có hoa trong họ Cúc (Asteraceae).

## Loài
Chi Pseudopiptocarpha gồm các loài: